# Javarian Smith
Javarian Smith (* 30. November 1996 in Pontiac, Michigan) ist ein US-amerikanischer American-Football-Spieler auf der Position des Quarterback. Er spielte College Football am Lake Erie College in Ohio. In der Saison 2025 spielt er für die Prague Lions in der European League of Football.

## Karriere

### College
Smith studierte am Lake Erie College Sportmanagement und spielte für die dortigen Storm Football. Die LEC ist Mitglied der Great Midwest Athletic Conference in der NCAA-Division II.
In seinen vier Saisons, die Smith für die LEC spielte, warf er für über 5300 Yards, die insbesondere in den letzten beiden Spielzeiten zustande kamen. Dabei erzielte er 29 Touchdowns, aber verzeichnete auch 26 Interceptions. Außerdem fand er bei 474 Lauf-Yards elf Mal die Endzone über den Boden.

### Europa
2022 wurde Smith von den Prague Black Panthers verpflichtet, welche in der Austrian Football League antreten. Dort erzielte er in nur acht Spielen 29 Touchdowns und fast 2400 Yards Raumgewinn. Neben seiner Ehrung als MVP des Teams sorgte diese Leistung auch dafür, dass Smith von DC Defenders, die in der XFL spielen, zu einem Probetraining eingeladen wurde.
Im April 2023 gaben die Allgäu Comets aus der German Football League die Verpflichtung Smiths bekannt. Dort konnte er seine Leistung weiter verbessern und warf 44 Touchdowns bei fast 3500 Yards und erlief neun weitere Touchdowns.
Nach der Saison wechselte Smith zu den Hamburg Sea Devils in die European League of Football. Diese entließen ihn bereits wieder nach dem siebten Spieltag.

### Statistiken
| Jahr                                                                                 | Team                  | Spiele | Passspiel | Passspiel | Passspiel | Passspiel | Passspiel | Passspiel | Passspiel | Laufspiel | Laufspiel | Laufspiel | Laufspiel | Laufspiel | Laufspiel |
| Jahr                                                                                 | Team                  | Spiele | Cmp       | Att       | Qte       | Yds       | Avg       | TD        | Int       | Att       | Yds       | Avg       | TD        | Fum       | Lst       |
| ------------------------------------------------------------------------------------ | --------------------- | ------ | --------- | --------- | --------- | --------- | --------- | --------- | --------- | --------- | --------- | --------- | --------- | --------- | --------- |
| NCAA-Division II                                                                     |                       |        |           |           |           |           |           |           |           |           |           |           |           |           |           |
| 2016                                                                                 | Lake Erie Storm       | 10     | 16        | 22        | 55,3      | 188       | 11,8      | 0         | 0         | 47        | 138       | 2,9       | 0         |           |           |
| 2017                                                                                 | Lake Erie Storm       | 10     | 54        | 103       | 52,4      | 557       | 10,3      | 3         | 5         | 88        | 188       | 2,1       | 1         |           |           |
| 2018                                                                                 | Lake Erie Storm       | 11     | 177       | 340       | 52,1      | 1753      | 9,9       | 9         | 11        | 133       | 52        | 0,4       | 5         |           |           |
| 2019                                                                                 | Lake Erie Storm       | 11     | 221       | 381       | 58,0      | 2830      | 12,8      | 17        | 10        | 131       | 96        | 0,7       | 5         |           |           |
| College Gesamt                                                                       | College Gesamt        | 42     | 468       | 846       | 55,3      | 5328      | 6,3       | 29        | 26        | 399       | 474       | 1,2       | 11        |           |           |
| Austrian Football League                                                             |                       |        |           |           |           |           |           |           |           |           |           |           |           |           |           |
| 2022                                                                                 | Prague Black Panthers | 8      | 137       | 230       | 59,6      | 1863      | 13,6      | 19        | 1         | 71        | 523       | 7,4       | 10        |           |           |
| AFL Gesamt                                                                           | AFL Gesamt            | 8      | 137       | 230       | 59,6      | 1863      | 13,6      | 19        | 1         | 71        | 523       | 7,4       | 10        |           |           |
| German Football League                                                               |                       |        |           |           |           |           |           |           |           |           |           |           |           |           |           |
| 2023                                                                                 | Allgäu Comets         | 12     | 262       | 433       | 60,5      | 3494      | 13,3      | 44        | 11        | 157       | 606       | 3,9       | 9         | 9         | 2         |
| GFL Gesamt                                                                           | GFL Gesamt            | 12     | 262       | 433       | 60,5      | 3494      | 13,3      | 44        | 11        | 157       | 606       | 3,9       | 9         | 9         | 2         |
| European League of Football                                                          |                       |        |           |           |           |           |           |           |           |           |           |           |           |           |           |
| 2024                                                                                 | Hamburg Sea Devils    | 5      | 84        | 161       | 52,2      | 1055      | 12,6      | 6         | 2         | 43        | 202       | 4,7       | 3         | 3         | 1         |
| ELF Gesamt                                                                           | ELF Gesamt            | 5      | 84        | 161       | 52,2      | 1055      | 12,6      | 6         | 2         | 43        | 202       | 4,7       | 3         | 3         | 1         |
| Quellen: lakeeriestorm.com, archive.football.at, gflstats.info, sportmetris.football |                       |        |           |           |           |           |           |           |           |           |           |           |           |           |           |